# Хокомокское болото
Хокомокское болото (англ. Hockomock Swamp) — обширные водно-болотные угодья, охватывающее бо́льшую часть юго-восточного Массачусетса, в частности город Кантон. Это болото площадью 68,6 км² считается самым большим пресноводным болотом в штате.

## История
В XVII веке болото сыграло свою роль в Войне Короля Филипа. Оно использовалось вампаноагами для обороны против ранних английских поселенцев, став стратегической базой для вождя Метакомета, из которой совершались нападения на близлежащие английские поселения.
В XVIII и XIX веках европейские поселенцы считали болото бесполезной, бесплодной землёй и пытались осушить его и превратить в выгодные сельскохозяйственные угодья. Коренные жители, однако, придавали болоту большее значение. Здесь они охотились на дичь и болото приобрело среди них почитаемый статус. Название «Хокомок» — это алгонкинское слово, означающее «место, где обитают духи». Болото также являлось священным местом захоронений.

## Бриджуотерский треугольник
С болотом связано множество историй и легенд. Любители паранормальных явлений считают болото частью т. н. Бриджуотерского треугольника. На территории треугольника якобы видят бигфутов, мистических чёрных пантер, НЛО и др. Многие исследователи, в том числе криптозолоог Лорен Коулман, сравнивают Бриджоутерский треугольник с Бермудским.

## Раскопки
В результате раскопок на болоте и в ближайших окрестностях, в частности на реке Тонтон, были найдены артефакты, которые относятся к раннему архаическому периоду Северной Америки, который длился примерно с 9000 до 8000 л. н.
С 1946 по 1951 год отделение Уоррена Мурхеда Археологического общества Массачусетса под руководством доктора Мориса Роббинса работало над раскопками археологического памятника Титикут. На территории памятника, расположенного вдоль реки Тонтон в Бриджуотере, были найдены тысячи артефактов, которые относятся к периоду от раннего архаического до контактного периода (8600—400 л. н.), включая очаги, рвы, церемониальную красную краску и прямоугольный пол ложи. Кроме того было обнаружено тринадцать раздвоенных остриёв (наконечников стрел) в реке Тонтон. Они использовались при охоте на крупных животных. В реке Нункатуссет, которая протекает от озера Ниппеникет через Хокомокское болото, также были найдены раздвоенные острия.

## Фауна
Болото является частью экорегиона Северо-восточные прибрежные леса. Он охватывает шесть муниципалитетов в штате Массачусетс: Бриджуотер, Истон, Нортон, Рейнхем, Тонтон и Уэст-Бриджуотер. На территории болота обитает по меньшей мере тринадцать редких и исчезающих видов растений и животных, в том числе Scirpus longii, Williamsonia, зюзник европейский, американская болотная черепаха, пузырчатка, пятнистоголубая амбистома, пятнистая черепаха, бокоплавы, Papaipema stenocelis, Sabatia kennedyana, каролинская коробчатая черепаха и обыкновенная сипуха.
Разрешены и поощряются такие виды деятельности, как охота, рыбалка, катание на лодках, каноэ, плавание, а также наблюдение и изучение флоры и фауны.
Большая часть болота остаётся нетронутой благодаря многолетним усилиям по принятию законов об охране окружающей среды. В 1971 году, примерно через год после создания Агентства по охране окружающей среды США, член Палаты представителей от штата Массачусетс Джон Эймс (англ. John Ames) представил находки из болота и добивался того, чтобы Хокомокское болото было защищено законом. Наконец в 1990 году болото было объявлено охраняемой территорией.